# Elles parlen (pel·lícula)
Elles parlen (anglès: Women Talking) és una pel·lícula dramàtica nord-americana del 2022 escrita i dirigida per Sarah Polley. Està basada en la novel·la homònima del 2018 de Miriam Toews i s'inspira en esdeveniments de la vida real que van passar a la Colònia de Manitoba, una comunitat mennonita remota i aïllada de Bolívia. La pel·lícula és protagonitzada per Rooney Mara, Claire Foy, Jessie Buckley, Judith Ivey, Ben Whishaw i Frances McDormand, que també és productora de la pel·lícula.
Women Talking es va estrenar al 49è Telluride Film Festival el 2 de setembre de 2022 i es va estrenar als Estats Units a través de cinemes selectes el 23 de desembre de 2022, abans d'una estrena àmplia el 27 de gener de 2023 per United Artists Releasing. La pel·lícula va rebre elogis de la crítica pel guió i la direcció de Polley, les actuacions del repartiment (especialment Foy, Buckley i Whishaw) i la partitura. Va ser nomenada una de les deu millors pel·lícules del 2022 pel National Board of Review i l'⁣American Film Institute, i als 95è Premis de l'Acadèmia va rebre nominacions a la millor pel·lícula i al millor guió adaptat. També va ser l'última pel·lícula estrenada per UAR abans que Amazon cessés les operacions de la distribuïdora i la donés a MGM, l'empresa matriu d'Orion.

## Argument
L'any 2010, les dones i les nenes d'una colònia mennonita aïllada sense nom descobreixen que els homes han estat utilitzant tranquil·litzants de vaca per sotmetre-les i violar-les Els atacants són arrestats i empresonats en una ciutat propera. La majoria dels homes de la colònia viatgen per supervisar la fiança, deixant les dones soles durant dos dies per determinar com procediran. Fan un plebiscit per decidir si quedar-se i no fer res, quedar-se i lluitar o marxar.
El vot està lligat entre quedar-se i lluitar, i marxar. Onze de les dones de la colònia s'uneixen en un paller per prendre una decisió final, tot i que Scarface, una dona "no fer res", abandona la reunió després de desil·lusionar-se amb la discussió, portant amb ella la seva dubitativa filla Anna i la resistent néta Helena. August, el mestre d'escola de la colònia i un dels dos homes que queden, s'uneix a les dones per gravar la reunió, ja que cap de les dones va ser ensenyada a llegir ni a escriure. El segon home és Melvin, un home transgènere que després de ser violat no parla, excepte als més joves. Per tant, es deixa l'encarregat de vetllar-los i avisar-los de qualsevol novetat exterior.
La Salomé, tot just tornada d'un viatge per recollir antibiòtics per a la seva filla que va ser agredida, es manté inflexible sobre quedar-se i lluitar, una opinió compartida per Mejal. L'Ona, que està embarassada després de ser violada, també proposa que es quedin i, després de guanyar la baralla, creïn un nou conjunt de regles per a la colònia que donaria igualtat a les dones. Mariche, la filla de la Greta i la mare d'Autje, no hi està d'acord, creient que el perdó és l'única opció viable. Per desactivar el conflicte, Ona suggereix que l'August creï un document que indiqui els avantatges i els contres de marxar, i un altre document que faci el mateix per quedar-se.
S'aixeca la reunió. Durant el descans, es revela que August és d'una família excomunicada, però recentment se li va concedir permís per tornar perquè pogués ser professor dels nois de la colònia. Ell i l'Ona eren bons amics de la infància, i des de llavors ha tingut sentiments romàntics per ella.
Quan es comptabilitzen les dones per al cens del 2010, s'assabenten que Klaas, el marit abusiu de Mariche, tornarà aquella nit per cobrar més diners de la fiança. Es reprèn la reunió. L'Ona i la Mejal canvien d'opinió a favor de marxar. La Salomé continua insistint en la lluita, confessant amb ira que preferiria matar els homes que posar la seva filla en més mal. Tanmateix, canvia d'opinió després que l'Agata, la seva mare i l'Ona, li recordin els principis de la seva fe. L'únic membre que no està convençut és Mariche. Es produeix una discussió entre ella i la resta de dones; es revela que va perdonar els abusos del seu marit a instàncies de Greta. Després que la Greta demani disculpes, la Mariche accepta marxar.
Les seves raons per marxar es transcriuen a l'agost: garantir la seguretat dels seus fills, ser ferms en la seva fe i tenir llibertat de pensament. Decideixen intentar endur-se nois de 15 anys o menys amb ells, però no obligaran cap noi de més de 12 anys. Es preparen per marxar a la sortida del sol, ocultant els seus plans a Klaas. L'August, a instàncies de l'Ona, col·loca els documents on s'expliquen els avantatges i els contres de marxar i quedar-se a les parets com un "artefacte" de l'època de les dones a la colònia. També declara el seu amor a l'Ona i li dona un mapa perquè l'utilitzin les dones.
Abans que puguin marxar, Melvin li diu a Salomé que el seu fill adolescent Aaron ha fugit i s'ha amagat. Se'l troba, però no es pot convèncer de marxar amb el temps suficient. Salomé, trencant les regles de la seva partida, tranquil·litza l'Aaron, obligant-lo a marxar amb ells. Això només ho revela a August, que l'entén i no la qüestiona. Li demana que cuidi l'Ona i revela la seva intenció de suïcidar-se un cop les dones hagin marxat. En lloc d'això, li demana que ensenyi als nois correctament a prevenir qualsevol altra violència i que li doni un propòsit. L'Helena i l'Anna s'uneixen a la resta de dones, mentre en Scarface i l'August observen la marxa.

## Repartiment
- Rooney Mara com a Ona
- Claire Foy com a Salome
- Jessie Buckley com a Mariche
- Judith Ivey com a Agata
- Sheila McCarthy com a Greta
- Michelle McLeod com a Mejal
- Kate Hallett com a Autje
- Liv McNeil com a Neitje
- August Winter com a Melvin
- Ben Whishaw com a August
- Frances McDormand com a Scarface Janz
- Kira Guloien com a Anna
- Shayla Brown com a Helena
- Emily Mitchell com a Miep
- Nathaniel McParland com a Aaron
- Eli Ham com a Klaas

## Producció
El desembre de 2020, es va informar que Frances McDormand protagonitzaria la pel·lícula, que seria escrita i dirigida per Sarah Polley. El juny de 2021, Ben Whishaw, Rooney Mara, Claire Foy, Jessie Buckley, Judith Ivey, Sheila McCarthy i Michelle McLeod es van unir al repartiment de la pel·lícula. Hildur Guðnadóttir va compondre la partitura de la pel·lícula.
La fotografia principal es va fer del 19 de juliol al 10 de setembre de 2021 a Toronto, amb les precaucions de seguretat de la COVID-19. La dissenyadora de vestuari Quita Alfred va adquirir alguns teixits i revestiments d'oració d'una botiga comunitària mennonita real, utilitzant diferents colors i patrons per a cada família per representar certs trets que tenien com a unitat.

## Música
Hildur Guðnadóttir va compondre la partitura de la pel·lícula, amb Skúli Sverrisson proporcionant solos de guitarra. La banda sonora va ser un dels títols inaugurals llançats a través del segell Mercury Classics Soundtrack & Score d'⁣Universal Music Group, que es va estrenar digitalment la banda sonora d'aquesta pel·lícula el 23 de desembre de 2022, el mateix dia de l'inici de l'estrena limitada de la pel·lícula. Va ser llançat en CD físic més tard aquell mes. La partitura "Speak Up", que va servir de base per a la música del tràiler de la pel·lícula, es va publicar digitalment el 4 de novembre de 2022.
La cançó de 1967 "Daydream Believer" del compositor John Stewart va aparèixer a la pel·lícula, però no s'inclou a la banda sonora. 

## Distribució
La pel·lícula es va estrenar al Telluride Film Festival el 2 de setembre de 2022. També es va projectar al Festival Internacional de Cinema de Toronto de 2022 el 13 de setembre de 2022, seguit de projeccions al 60è Festival de Cinema de Nova York el 10 d'octubre de 2022 i a l'⁣AFI Fest de 2022 el 5 de novembre de 2022. Va començar la seva estrena limitada als Estats Units i el Canadà el 23 de desembre de 2022 per Orion Pictures (a través de United Artists Releasing), amb una àmplia expansió el 27 de gener de 2023. Originalment, estava previst per a un llançament limitat el 2 de desembre de 2022, però es va traslladar al 23 de desembre per evitar la competència amb Avatar: The Way of Water.
La pel·lícula es va estrenar per a VOD el 21 de febrer de 2023, seguida d'un llançament en Blu-ray i DVD el 7 de març de 2023.

## Recepció

### Taquilla
A partir del 2 de març de 2023, Women Talking ha recaptat 4,9 milions de dòlars als Estats Units i Canadà, i 1,9 milions de dòlars a altres territoris, per un total mundial de 6,8 milions de dòlars.
El primer cap de setmana de la seva estrena limitada a les sales, va recaptar 40.530 dòlars en 8 cinemes, la qual cosa la va convertir en la pitjor obertura de plataforma de l'any. Deadline va citar la proximitat del Nadal, l'impacte nacional de la tempesta d'hivern Elliott i el públic en general que ja no mostra suport a les pel·lícules de prestigi com a factors contribuents. Es va expandir a 707 cinemes en l'expansió en l'àmbit nacional, recaptant 970.469 $ amb una avinguda de 1.372 $ a taquilla fins que va abandonar el segon cap de setmana a escala nacional amb 558.071 $, i va quedar quinzena dues vegades. El baix rendiment de la pel·lícula també va provocar que Amazon tanqués les operacions d'UAR i la plegués a MGM, l'empresa matriu d'Orion.

### Resposta crítica
Al lloc web de l'agregador de ressenyes Rotten Tomatoes, la pel·lícula té una puntuació d'aprovació del 91% basada en 268 crítiques, amb una valoració mitjana de 8,1/10. El consens dels crítics del lloc diu: "Tot i que Women Talking de vegades abandona el drama entretingut en favor de simplement transmetre els seus punts, el seu missatge és valuós i es lliura de manera eficaç". A Metacritic, la pel·lícula té una puntuació mitjana ponderada de 79 sobre 100 basada en 47 crítics, la qual cosa indica "crítiques generalment favorables".
Peter Debruge de Variety va qualificar la pel·lícula com un "acte poderós de protesta noviolenta". En una ressenya posterior al Telluride Film Festival, Justin Chang, de Los Angeles Times, va descriure la pel·lícula com "una pel·lícula que oscil·la deliberadament entre el drama i la paràbola, el materialment concret i l'espiritualment abstracte, i l'austeritat de la qual de vegades deixa pas a esclats d'enginy salat i rialles catàrtiques".

### Elogis
Polley va rebre el premi d'homenatge del medalló de plata del Telluride Film Festival. La compositora Hildur Guðnadóttir va rebre un premi homenatge al Festival Internacional de Cinema de Toronto 2022. També va ser nominada a Millor pel·lícula i millor guió adaptat als 95è Premis de l'Acadèmia, Millor guió i Millor banda sonora original als 80è Premis Globus d'Or, Millor repartiment d'una pel·lícula en els 29è Premis del Sindicat d'Actors de la Pantalla, i va rebre 6 nominacions als 28è Critics' Choice Awards, inclosa la millor pel·lícula.